# Флотаційна піна

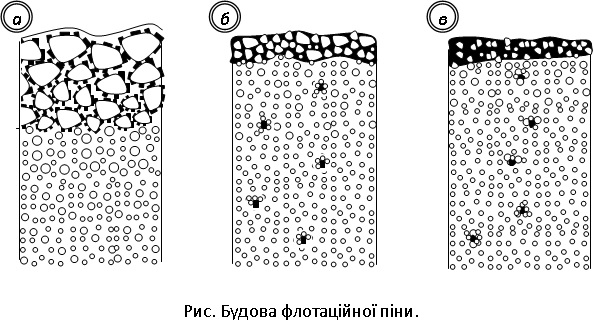
а — плівково-структурна піна; б — агрегатна піна; в — плівкова піна.

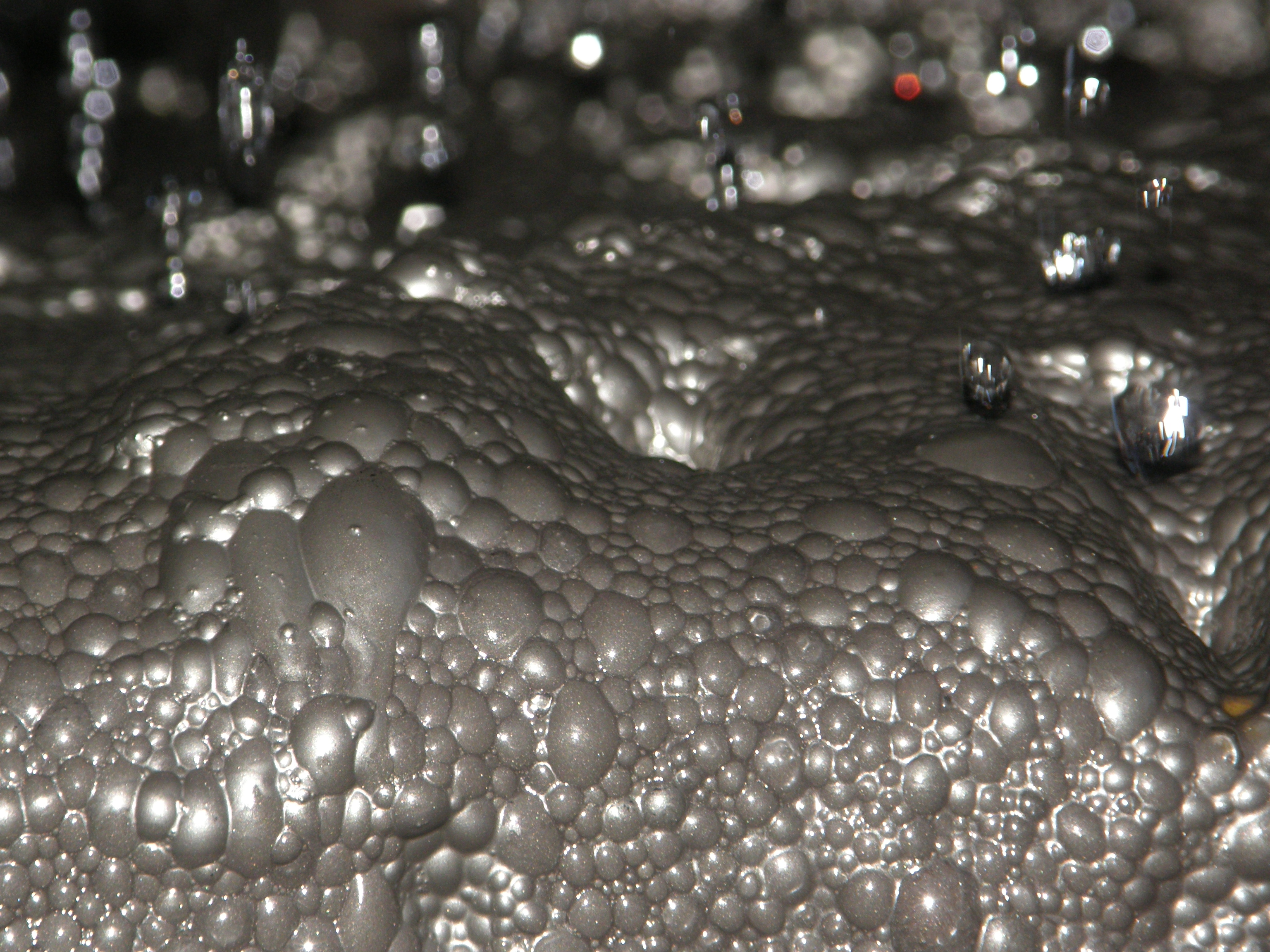
Флотація міді

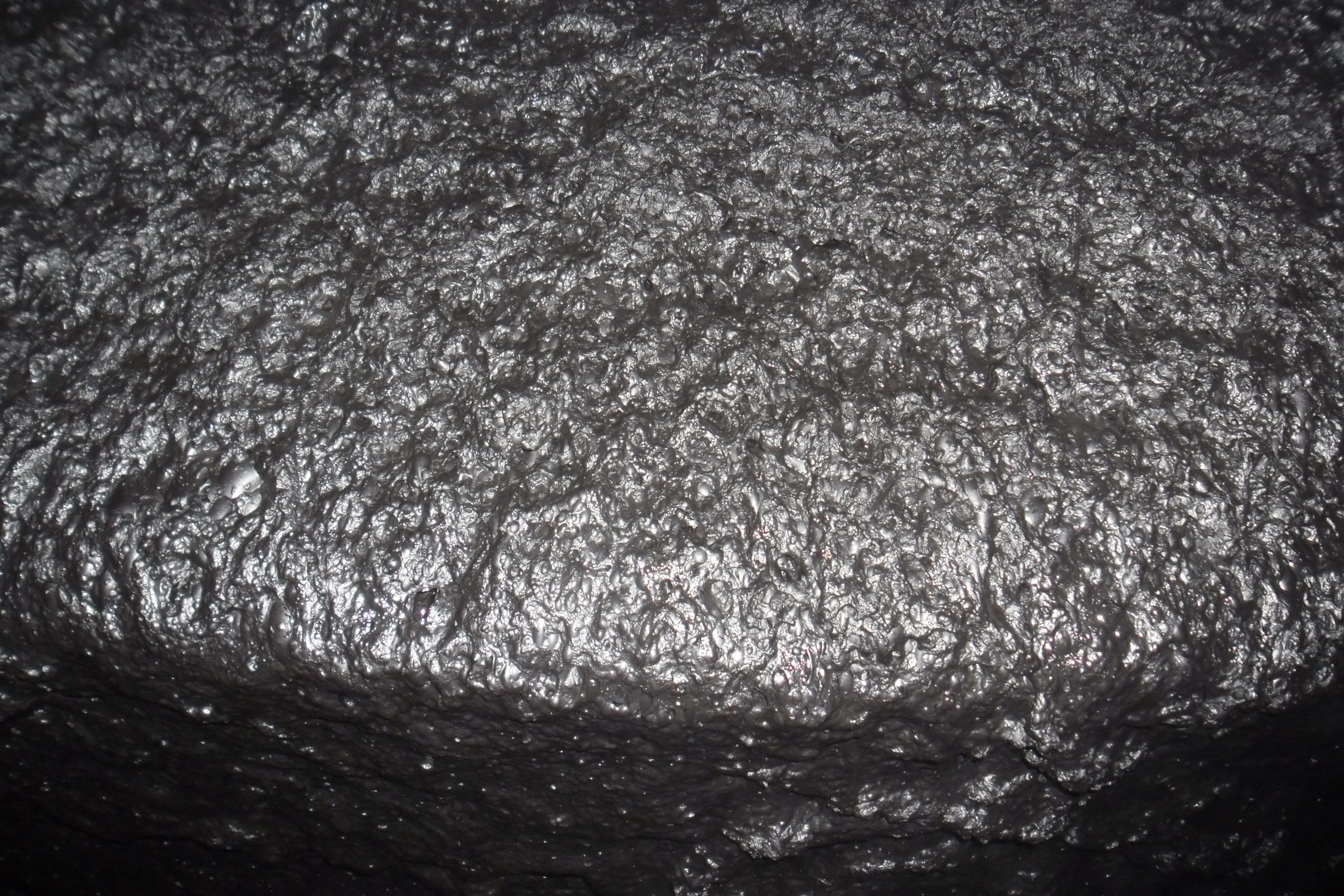
Флотація вугілля.

Флотаційні піни — піни, характерні для процесу флотації.
Флотаційні піни складаються з бульбашок повітря, розмежованих прошарками води. Мінеральні частинки, які знаходяться в цих
прошарках, прилипають до поверхні бульбашок однією або декількома гранями. Деякі частинки (пуста порода, дрібніші шламові частинки) продовжують знаходитися у водних прошарках.

## Властивості флотаційної піни
Властивості флотаційної піни полягають у тому, що вона:
– повинна утримувати частинки флотованих гідрофобних мінералів, які спливли разом із бульбашками. Дослідженнями встановлено, що значна частина флотованого матеріалу (біля половини) випадає з піни назад у пульпу, у результаті чого різко сповільнюється
флотаційний процес і збільшуються втрати цінних компонентів з хво-
стами;
– не повинна утримувати частинки гідрофільних мінералів. У
піні має відбуватися додаткове збагачення концентрату внаслідок вибіркового випадіння частинок пустої породи (вторинна концентрація);
– не повинна бути надмірно стійкою, а має легко руйнуватись
після видалення із флотаційної камери. У протилежному випадку спостерігатиметься утруднення при транспортуванні, згущенні й фільтруванні пінних продуктів. Ефективність перечисних операцій також
помітно знижується при неповному руйнуванні піни, яка надходить
до цих операцій.
Регулювання властивостей піни при флотації здійснюється одночасною зміною фізичних і фізико-хімічних чинників.
До фізичних факторів, що визначають технологічні властивості
піни, належать товщина пінного шару, швидкість і спосіб видалення
піни із флотаційної камери, кількість і дисперсність повітряних бульбашок і мінеральних частинок, які надходять із пульпи у піну, а також
інтенсивність руху пульпи у підпінному шарі.
До фізико-хімічних факторів належать зміни реагентного режиму, які впливають на стійкість рідинних прошарків, що розділяють
бульбашки, і на міцність прилипання до них мінеральних частинок.
При флотації отримують піни різної будови. За цією ознакою
флотаційні піни підрозділяються на три основні типи: плівковоструктурні, агрегатні та плівкові (рис.).
Плівково-структурні піни зустрічаються при флотації найчастіше і головним чином при збагаченні частинок звичайної флотаційної
крупності. Структура цих пін відрізняється такими особливостями: крупність повітряних бульбашок у верхніх шарах піни більша, ніж у
нижніх; товщина прошарків води, що розділяють повітряні бульбашки у піні, зменшується з наближенням до поверхні води; шар піни має
відносно велику висоту (0,05 — 0,20 мм); більш крупні бульбашки є
сильно деформованими. Порівняно з іншими типами плівково-
структурні піни містять відносно велику кількість води, особливо у
нижніх шарах. Стійкість цих пін змінюється у широкому діапазоні, їхня рухливість велика.
Агрегатні піни складаються з відносно крупних частинок, які
міцно скріплені великою кількістю повітряних бульбашок. Розміри
бульбашок цих пін менші, ніж у плівково-структурних, хоча й спостерігається аналогічний розподіл бульбашок по висоті. Піни містять
незначну кількість води і є достатньо стійкими, але при падінні у жолоб легко руйнуються з характерним шелестом.
Плівкові піни подібні до агрегатних, але мають невелику товщину, яка дорівнює розміру декількох частинок. Мінеральні частинки у
плівкових пінах крупні, невеликої густини і звичайно сильно
гідрофобні.
Добра флотація характеризується появою на поверхні піни бульбашок розміром 0,01 — 0,03 м, які частково покриті плівкою мінеральних частинок таким чином, що на їх верхівках залишаються вільні
ділянки. Зовнішній вигляд піни (її будова, мінералізація, колір) дозволяє оцінити протікання флотаційного процесу.

## Стійкість флотаційних пін
Основні технологічні властивості флотаційних пін визначаються їх стійкістю. У процесі відстоювання піна частково руйнується і втрачає значну кількість мінеральних частинок. При цьому вміст твердого у піні знижується швидше, ніж вилучення флотованих мінералів. Це показує, що в першу чергу з піни випадають частинки пустої породи.
Елементарним актом руйнування піни є злиття бульбашок, які складають піну. Таке злиття відбувається після суттєвого потоншання прошарків води між бульбашками при відсутності у них достатньої стійкості. Потоншання прошарків води відбувається внаслідок таких причин:
– вода, що знаходиться у прошарках, які розділяють бульбашки, стікає униз найбільш інтенсивно в перші хвилини існування піни, чо-му сприяє тиск у піні внаслідок безперервного надходження маси бу-льбашок знизу, а також тиск шарів піни, що лежать зверху. При стіканні води, перш за все, потоншуються водні прошарки верхніх шарів піни, одночасно в нижніх шарах прошарки потоншуються менше за рахунок стікаючої зверху води. У результаті цих процесів руй-нування піни починається з верхніх її шарів;
– вода прошарків випаровується, при чому особливо помітна кі-лькість води випаровується з поверхні піни в навколишню атмосферу. Повітря всередині бульбашок піни швидко насичується парою води і подальше випаровування всередину бульбашок припиняється;
– після досягнення певної товщини потоншених прошарків піни значну роль починає відігравати всмоктування рідини у трикутники Гіббса, яке виникає внаслідок різної кривизни окремих ділянок бульбашок.
– у флотаційних машинах механічні впливи спричиняють також потоки пульпи і пінознімачі. Бурління пульпи під піною і хвилеподібні коливання пульпи сприяють взаємному переміщенню бульбашок піни, стіканню води і деформації прошарків у піні. Таким чином діють і горизонтальні переміщення піни, особливо гребками і на велику відстань.
Головними факторами, що підвищують стійкість піни, є:
– молекули реагентів-спінювачів, які при адсорбції на поверхні бульбашок підвищують їхню стійкість;
– у трифазній піні до поверхні бульбашок прилипають частинки флотованих мінералів, які механічно протидіють зближенню бульбашок і надмірному потоншанню їхніх водних прошарків .
Стабілізуючий вплив є сильнішим у більш гідрофобних флото-ваних частинках, оскільки їхнє закріплення на бульбашках з утворен-ням суцільної мінеральної кірки більш стабільне. При цьому стійкість піни підвищується дрібними частинками, а також частинками плоскої форми, оскільки вони повніше покривають поверхню бульбашок. Якщо у пульпі в результаті взаємодії збирачів з катіонами металів утворюються субмікроскопічні суспензії, стійкість піни знижується, тому що тонші частинки налипають на поверхню бульбашок і зменшують її гідратованість.
Вплив реагентів на стійкість флотаційної піни виявляється у зміні будови і складу адсорбційних шарів на поверхні бульбашок і характеру мінерального покриття цієї поверхні. Зміна будови і складу адсорбційних шарів на поверхні бульбашок піни у простішому випадку досягається застосуванням одного реагенту-спінювача і оптимізацією його витрати.
Реагенти-стабілізатори водних прошарків (за П. О. Ребіндером) можна розділити на три основні групи:
– розчинні у воді речовини, що утворюють істинні (молекуляр-но-дисперсні) розчини (спирти та ін.);
– поверхнево-активні речовини, що утворюють у воді колоїдні й напівколоїдні розчини. При концентрації в адсорбційному шарі ці ре-човини створюють твердоподібні структури-холодці (сапонін та ін.);
– аполярні речовини, які практично не розчиняються у воді (гас та ін.).
Усі реагенти підвищують стійкість пін, але в надлишковій кіль-кості вони діють по-різному. Якщо реагенти другої групи навіть при великій витраті стабілізують піну, то реагенти першої групи при ве-ликих витратах різко зменшують стійкість піни. Це пояснюється тим, що надлишкова концентрація гетерополярних молекул не підвищує, а, навпаки, знижує гідратованість поверхні бульбашок. У цьому випадку утворюється другий адсорбційний шар молекул спінювачів, полярні групи яких зчіплюються з полярними групами першого шару молекул, а гідрофобні радикали звернені у воду. Якщо до піни, утвореної реагентами-спінювачами першої групи, додати реагент третьої групи (напр., гас), то стійкість піни суттєво знизиться. При достатньо великих витратах гас повністю знищує піну, отриману за допомогою реагентів першої групи. Така дія малорозчинних у воді реагентів-масел пояснюється тим, що вони покривають внутрішню поверхню бульбашок і створюють на ній шар, який витісняє молекули спінювача в середину водного прошарку.
Вплив реагентів на стійкість флотаційної піни залежить від того, як вони змінюють міцність закріплення мінеральних частинок на бульбашках. Реагенти, які збільшують міцність закріплення мінеральних частинок, підвищують і стійкість піни. Реагенти-депресори знижують міцність прилипання флотованих частинок до бульбашок і сприяють видаленню цих частинок з піни, тобто сприяють зменшенню її стійкості.

## Технологічне руйнування піни
Піна повинна бути зруйнована після видалення з камери флотаційної машини. Однак не завжди вдається підібрати такий реагентний режим, який одночасно забезпечує високу ефективність флотації і отримання піни, що легко руйнується. Стійкість піни надмірно зростає завдяки наявності в пульпі тонких шламів, тому часто застосовують спеціальні механічні й фізико-хімічні способи руйнування піни у жолобах флотаційних машин. Основний механічний спосіб руйнування піни — застосування сильного струменя води. При цьому для запобігання надмірного обводнення пінних продуктів витрата води повинна бути мінімальною.
Піну можна зруйнувати дією ультразвукових і звукових коливань, а також застосуванням фізико-хімічних способів, які полягають у доданні в піну різних реагентів (кислоти, гасу, спінювачів першої групи та ін.).